# Cuterebra detrudator
Cuterebra detrudator är en tvåvingeart som beskrevs av Clark 1848. Cuterebra detrudator ingår i släktet Cuterebra och familjen styngflugor. Inga underarter finns listade i Catalogue of Life.